# Mori (Hokkaidō)
Mori (森町?) è una cittadina giapponese della prefettura di Hokkaidō.